# Ottmar Zieher
Ottmar Zieher (* 7. Agosto de 1857 em Schwäbisch Gmünd ; † 27. Novembro de 1924 em Munique ) foi um editor alemão de cartões postais. 

## História
Em 1880 fundou uma empresa como "negociante de papel e envelopes" na Damenstiftstraße 6 em Munique. Em seguida, abriu uma papelaria e uma fábrica de joias na Sendlinger Straße 1. Em 1889 ele começou uma loja de papel na Pfisterstraße 6, que foi complementada por uma papelaria em 1890. Seguiu-se, em 1892/93, o "Kunstverlagsanstalt" em Hofstatt 6/I.